# Instytut Myśli Józefa Tischnera
Instytut Myśli Józefa Tischnera – polska fundacja dokumentująca dorobek Józefa Tischnera.
Instytut został zarejestrowany w 2003. Realizuje cele programowe poprzez prowadzenie archiwum dorobku Józefa Tischnera, działalność popularyzatorską i wydawniczą, organizację seminariów i konferencji, współpracę z instytucjami państwowymi i organizacjami. Od 2005 prowadzi archiwum gromadzące spuściznę patrona (materiały audio, wideo i piśmiennicze obejmujące aktywność naukową, kulturalną, religijną i społeczną patrona). Wśród publikacji Instytutu znajdują się dzieła zebrane Józefa Tischnera oraz książki innych autorów, wydawane w kilku seriach. Z instytutem współpracowali autorzy, tacy jak m.in. Aleksander Bobko, Wojciech Bonowicz, Tadeusz Gadacz, Adam Hernas, Jan Andrzej Kłoczowski, Józef Ruszar, Zbigniew Stawrowski, Karol Tarnowski, Adam Węgrzecki.